# Parafluda banksi
Parafluda banksi är en spindelart som beskrevs av Arthur M. Chickering 1946. 
Parafluda banksi ingår i släktet Parafluda och familjen hoppspindlar. Inga underarter finns listade i Catalogue of Life.